# Salvoconducto

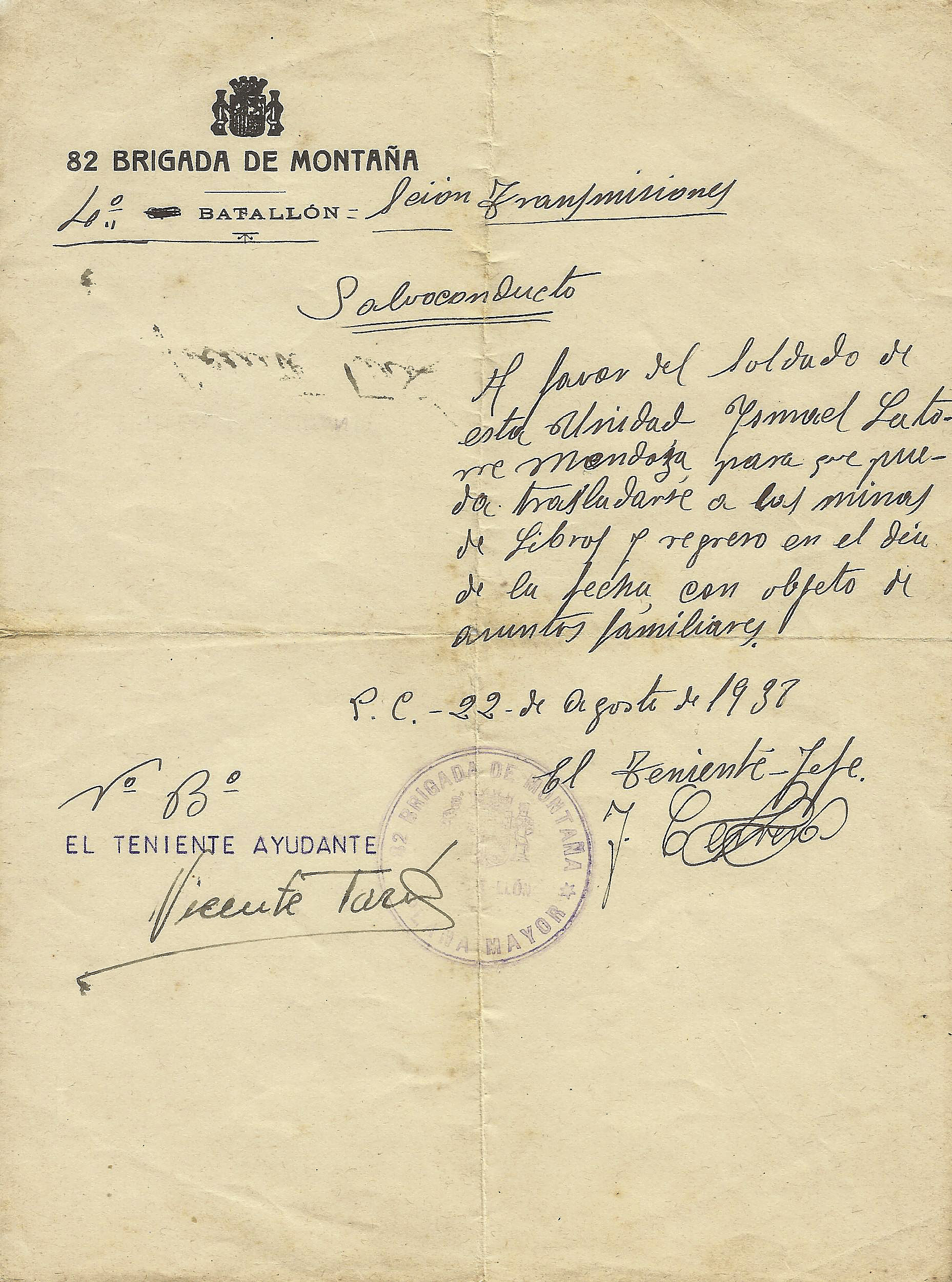
Salvoconducto concedido a Ismael Latorre Mendoza, 82 Brigada de Montaña, Guerra civil española, 1938

Un salvaconducto o salvo conducto, en términos generales, es un documento expedido por quien tiene autoridad o poder bastante y que permite a quien se le concede transitar o permanecer en un lugar sin riesgo. La Real Academia Española señala para salvoconducto dos acepciones, la fundamental la que tiene que ver con el derecho a la libertad de tránsito o permanencia y la segunda que se corresponde con una libertad más genérica a no temer por las acciones que se puedan realizar bajo su amparo.
El uso más común del término tiene que ver en la actualidad con el ámbito del derecho internacional público. Por una parte, la autorización por el poder público respecto al tránsito o estancia permitido en un país o territorio concreto; por otra, más vinculado a situaciones de conflicto armado, la autorización o privilegio que se otorga a enemigos o neutrales en un conflicto para pasar por o permanecer en determinadas zonas, así como a las personas no beligerantes para poder transitar libres de riesgo y realizar determinadas acciones, bien sea para la ayuda o socorro a terceros, bien sea como sujeto pasivo para recibir esa ayuda sin riesgos. En el campo internacional pero dentro del derecho marítimo, el salvoconducto es una institución antigua que permitía el paso de los enemigos en guerra, así como de sus pertenencias y demás propiedades sin riesgo de ser atacados ellos o sus naves, o saqueada la carga.

## Historia

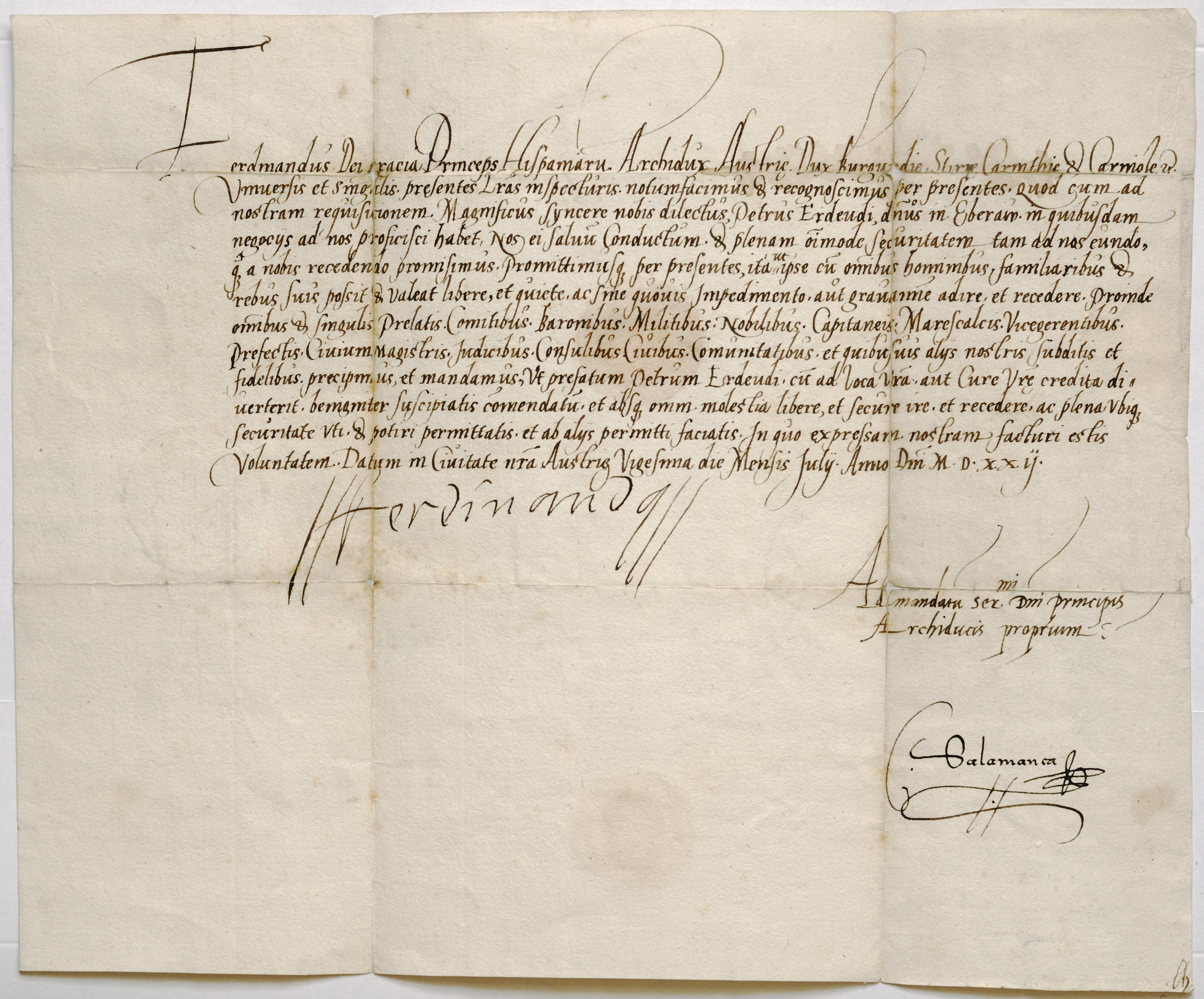
Salvoconducto concedido por el archiduque Fernando de Austria a favor del noble húngaro Peter Erdödi von Eberau en julio de 1522

El salvoconducto era la guía o seguridad que el Príncipe concedía a sus enviados o vasallos para que pudiesen transitar por todas las ciudades y lugares de su reino libremente y sin que nadie o justicia alguna les embarace el paso de su persona o en que se ruega a los Reyes y Señores de otros Reinos que al paso por el suyo no se les moleste, antes se les ampare y defienda. 
Se llama Carta de guiamiento por la Ley de Partida, la cual prescribe la forma y modo con que se hacía, ordenando que fuese en el idioma latino para que se entendiese en cualquier país extranjero. Se conoce también como cartas de encomienda y defendimiento de las cuales y sus tipos tratan otras leyes de Partidas porque en ella mandaba el Rey que se permitiera el paso libre y franco a todos y aquellos que pedían esta Carta, vulgarmente llamada Pasaporte, para poder transitar y conducir sus géneros, mercaderías o ganados de venta a diferentes parajes del Reino. 
También se llama salvoconducto a aquel permiso, que obtenía del Supremo no Consejo el mercader o comerciante que hizo concurso o punto en sus negocios para que en el término que tiene a bien concederle no le molesten sus acreedores, liquidando en el mismo sus cuentas y componiendo con ellos sus negocios.

## España
En el derecho español, el salvoconducto y su finalidad está determinado en el artículo siete y siguientes del R. D. 116/2013, de 15 de febrero, por el que se regula la expedición del pasaporte provisional y del salvoconducto, como un «documento público, personal, individual e intransferible, expedido por las Misiones Diplomáticas u Oficinas Consulares españolas en los supuestos recogidos en el artículo siguiente, con el único fin de permitir a su titular desplazarse a España desde el lugar de expedición.» Esto es, españoles que carezcan de pasaporte y a los no españoles cuando sean «solicitantes de protección internacional» y precisen viajar a España para acreditar tal condición.